# Apristus latens
Apristus latens är en skalbaggsart som beskrevs av Leconte. Apristus latens ingår i släktet Apristus och familjen jordlöpare. Inga underarter finns listade i Catalogue of Life.